# Yen, Blekinge
Yen är en sjö i Emmaboda kommun och Karlskrona kommun i Blekinge och ingår i Lyckebyåns huvudavrinningsområde. Sjön har en area på 0,299 kvadratkilometer och ligger 107,3 meter över havet. Vid provfiske har bland annat abborre, björkna, braxen och gädda fångats i sjön.

## Delavrinningsområde
Yen ingår i det delavrinningsområde (626366-148521) som SMHI kallar för Inloppet i Kalvsjön. Medelhöjden är 112 meter över havet och ytan är 6,4 kvadratkilometer. Räknas de 32 avrinningsområdena uppströms in blir den ackumulerade arean 572,16 kvadratkilometer. Avrinningsområdets utflöde Lyckebyån mynnar i havet. Avrinningsområdet består mestadels av skog (66 %) och öppen mark (18 %). Avrinningsområdet har 0,37 kvadratkilometer vattenytor vilket ger det en sjöprocent på 5,8 %.

## Fisk
Vid provfiske har följande fisk fångats i sjön:
- Abborre
- Björkna
- Braxen
- Gädda
- Mört
- Sarv